# Zweethond

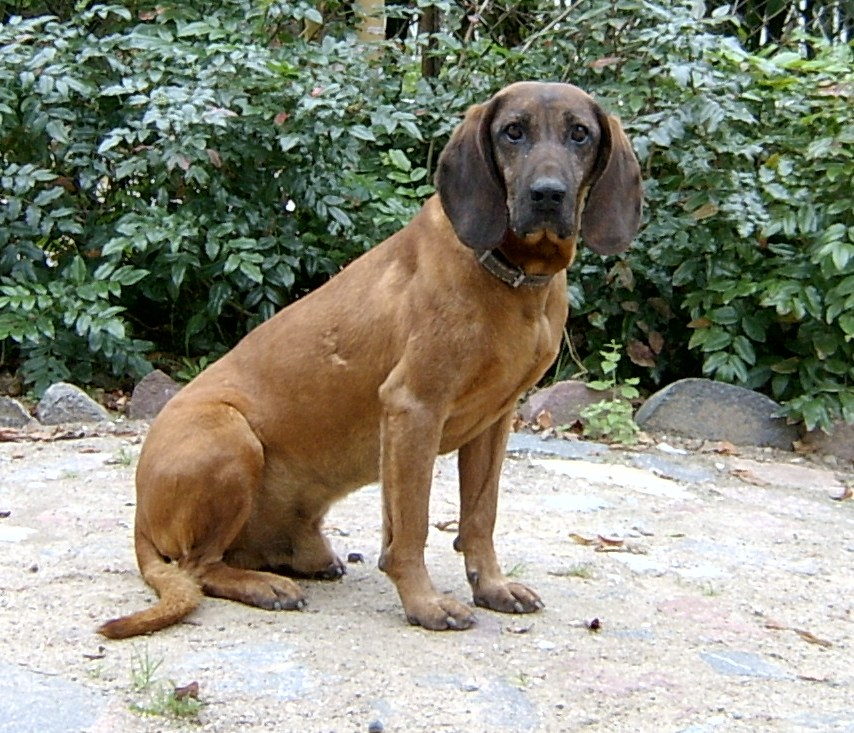
Beierse bergzweethond

Onder een zweethond wordt een jachthond verstaan die door jagers gebruikt wordt bij het zogenaamde zweetwerk: het zoeken van gewond grofwild.
De term zweethond is afgeleid van zweet, jagersjargon voor wildbloed. Honden die voor het zoeken naar aangeschoten of anderszins gewond grofwild ingezet worden, krijgen een speciale training.
Hondenrassen die beschikken over een goede neus en spoorvast, scherp en rustig zijn, kunnen fungeren als zweethond.
Volgens de officiële classificatie die gehanteerd wordt door de internationale kennelclub Fédération Cynologique Internationale (FCI) behoren de volgende rassen tot de zweethonden:
- Alpenländische dachsbracke
- Beierse bergzweethond
- Hannoveraanse zweethond

In de praktijk fungeren ook honden van andere hondenrassen als zweethond, zoals de Hongaarse vizsla korthaar, de Duitse staande draadhaar, de český fousek, de Duitse wachtelhond en de grote münsterländer.